# Риц (отель в Париже)
«Риц» (фр. Hôtel Ritz) — действующий фешенебельный отель, который швейцарский предприниматель Сезар Риц открыл в 1898 году в Париже, в здании № 15 по Вандомской площади. Успех этого начинания позволил Рицу позднее открыть одноимённые гостиницы в Лондоне и других крупных городах.

## Описание
Архитектор Шарль Меве перестроил под отель один из аристократических особняков, спроектированный в начале XVIII века Жюлем Ардуэн-Мансаром и использовавшийся в XIX веке как офис банкиров братьев Перейр. Это был первый в мире отель, каждый номер в котором был оснащён ванной. За кухню отвечал легендарный шеф-повар Огюст Эскофье. 

## Знаменитые гости
В отеле «Риц» останавливались в разное время такие знаменитости, как Эдуард VII, Реза-шах Пехлеви, Марсель Пруст, Чарли Чаплин, Грета Гарбо, Марлен Дитрих, а Коко Шанель провела в отеле 30 лет и умерла здесь же. В честь знаменитых постояльцев отеля названы наиболее роскошные номера, а гостиничный бар носит имя Эрнеста Хэмингуэя.
С 1979 года и по настоящее время отелем владеет египетский миллиардер Мохаммед аль-Файед. Его сын Доди и принцесса Диана отправились из «Рица» в свою последнюю поездку, которая закончилась автокатастрофой под мостом Альма.

## В культуре
Упоминается в романе «Стоик» Теодора Драйзера. Также фигурирует в романе Эриха Марии Ремарка «Жизнь взаймы» и детективе Агаты Кристи «Тайна «Голубого поезда»». В нём происходит действие фильмов Ульяма Уайлера «Как украсть миллион» и Билли Уайлдера «Любовь после полудня». Отель фигурирует в книге (и фильме) «Код да Винчи».
Так же отель становится главным местом действия романа Мелани Бенджамин «Госпожа отеля „Ритц“». Роман повествует о том как «Риц» — бессменный символ парижского лоска — в период Второй мировой войны становится штаб-квартирой нацистов. Оккупированный Париж задыхается, теряет былой блеск, но управляющий отеля вместе со своей женой должны сохранять лицо даже в такие времена.